# 二水素結合
二水素結合（にすいそけつごう、dihydrogen bond）は水素結合の一種であり、金属水素化物とOH基、NH基などのプロトン供与体との間に働く相互作用である。BrownとHeseltineにより最初に報告された。彼らは(CH3)2NHBH3の溶液の赤外吸収スペクトルで3300および3210 cm-1に大きな吸収を観測した。高エネルギーバンドは通常のN-H振動に帰属され、低エネルギーバンドはB-Hと相互作用している同じN-Hの振動に帰属される。溶液を希釈すると、3300 cm-1のバンドは強度を増し、3210 cm-1のバンドは減ずることから、分子間の結合があることが示唆された。
二水素結合はアンモニアボラン(H3NBH3)の結晶構造で再注目された。この分子は、BrownとHazeltineの報告と同様に、窒素原子に結合している水素原子が正に帯電し(Hδ+)、ホウ素原子に結合している水素原子は負に帯電(Hδ-)している。言い換えると、アミンはプロトン酸的でボランはヒドリド的である。結果として生じたB-H...H-Nの引力が固体として分子を安定化する。対照的に、エタン(H3CCH3)は融点がアンモニアボランよりも285 ℃低い気体である。2つの水素原子を介する結合様式であることから、二水素結合と呼ばれるようになった。
二水素結合の生成はヒドリドとプロトン酸の反応によりH2が生成するのよりも速いと考えられる。非常に短時間ではあるが、1.79、1.86、1.94 ÅのH---H間距離をもつNaBH4.2H2Oが観測されている。
二水素結合のH---H相互作用は二水素が金属に配位している遷移金属錯体に見られるH---H結合相互作用と区別される。また、フェナントレンなどには2つの中性で結合していない水素原子間にいわゆる水素-水素結合があると考えられている。